# Cyberbully (film)
Cyberbully är en amerikansk TV-film som handlar om en tonårig som blir mobbad på Internet tills hon inte vill leva längre.

## Handling
Taylor Hillridge är en flicka vars far lämnade sin familj och höjs med sin ensamstående mamma tillsammans med sin yngre bror. Hon får en dator på födelsedagen från mamma. Hon blir snart utsatt för nätmobbning när hon registrerar sig på ett socialt nätverk. Efter att hennes bror hackat hennes konto och skrivit kränkande saker om Taylor får hon mer och mer problem med vänner och skolkamrater. Taylor begår nästan självmord genom överdosering med piller, men kan inte få av locket och skickas till sjukhus. Taylors mamma reagerar och försöker förhindra att andra ska drabbas på samma sätt som hennes dotter.

## Skådespelare
- Emily Osment som Taylor Hillridge
- Kay Panabaker som Samantha Caldone
- Kelly Rowan som Kris Hillridge
- Jon McLaren som Scott Ozsik
- Meaghan Rath som Cheyenne Mortenson
- Jade Hassouné som Caleb
- Nastassia Markiewicz som Lindsay Fordyce
- Robert Naylor som Eric Hillridge
- Caroline Redekopp som Karen Caldone
- Ronda Louis-Jeune som Becca
- Maisie Williams som Casey Jacobs